# Tamara Michajlovna Smirnova
Tamara Michajlovna Smirnova in russo Тамара Михайловна Смирнова? (Geničesk, 15 novembre 1918 – San Pietroburgo, 5 settembre 2001) è stata un'astronoma sovietica con cittadinanza ucraina naturalizzata russa.
| 1774 Kulikov          | 22 ottobre 1968   |                    |
| 1791 Patsayev         | 4 settembre 1967  |                    |
| 1793 Zoya             | 28 febbraio 1968  |                    |
| 1804 Chebotarev       | 6 aprile 1967     |                    |
| 1835 Gajdariya        | 30 luglio 1970    |                    |
| 1854 Skvortsov        | 22 ottobre 1968   |                    |
| 1857 Parchomenko      | 30 agosto 1971    |                    |
| 1900 Katyusha         | 16 dicembre 1971  |                    |
| 1902 Shaposhnikov     | 18 aprile 1972    |                    |
| 1903 Adzhimushkaj     | 9 maggio 1972     |                    |
| 1904 Massevitch       | 9 maggio 1972     |                    |
| 1905 Ambartsumian     | 14 maggio 1972    |                    |
| 1977 Shura            | 30 agosto 1970    |                    |
| 2002 Euler            | 29 agosto 1973    |                    |
| 2009 Voloshina        | 22 ottobre 1968   |                    |
| 2011 Veteraniya       | 30 agosto 1970    |                    |
| 2032 Ethel            | 30 luglio 1970    |                    |
| 2046 Leningrad        | 22 ottobre 1968   |                    |
| 2071 Nadezhda         | 18 agosto 1971    |                    |
| 2072 Kosmodemyanskaya | 31 agosto 1973    |                    |
| 2093 Genichesk        | 28 aprile 1971    |                    |
| 2111 Tselina          | 13 giugno 1969    |                    |
| 2112 Ulyanov          | 13 luglio 1972    |                    |
| 2120 Tyumenia         | 9 settembre 1967  |                    |
| 2121 Sevastopol       | 27 giugno 1971    |                    |
| 2122 Pyatiletka       | 14 dicembre 1971  |                    |
| 2126 Gerasimovich     | 30 agosto 1970    |                    |
| 2139 Makharadze       | 30 giugno 1970    |                    |
| 2140 Kemerovo         | 30 agosto 1970    |                    |
| 2141 Simferopol       | 30 agosto 1970    |                    |
| 2171 Kiev             | 28 agosto 1973    |                    |
| 2172 Plavsk           | 31 agosto 1973    |                    |
| 2192 Pyatigoriya      | 18 aprile 1972    |                    |
| 2216 Kerch            | 12 giugno 1971    |                    |
| 2217 Eltigen          | 26 settembre 1971 |                    |
| 2250 Stalingrad       | 18 aprile 1972    |                    |
| 2280 Kunikov          | 26 settembre 1971 |                    |
| 2328 Robeson          | 19 aprile 1972    |                    |
| 2342 Lebedev          | 22 ottobre 1968   |                    |
| 2345 Fuc(ík           | 25 luglio 1974    |                    |
| 2349 Kurchenko        | 30 luglio 1970    |                    |
| 2360 Volgo-Don        | 2 novembre 1975   |                    |
| 2371 Dimitrov         | 2 novembre 1975   |                    |
| 2400 Derevskaya       | 17 maggio 1972    |                    |
| 2401 Aehlita          | 2 novembre 1975   |                    |
| 2422 Perovskaya       | 28 aprile 1968    |                    |
| 2438 Oleshko          | 2 novembre 1975   |                    |
| 2447 Kronstadt        | 31 agosto 1973    |                    |
| 2469 Tadjikistan      | 27 aprile 1970    |                    |
| 2519 Annagerman       | 2 novembre 1975   |                    |
| 2574 Ladoga           | 22 ottobre 1968   |                    |
| 2575 Bulgaria         | 4 agosto 1970     |                    |
| 2578 Saint-Exupéry    | 2 novembre 1975   |                    |
| 2583 Fatyanov         | 3 dicembre 1975   |                    |
| 2604 Marshak          | 13 giugno 1972    |                    |
| 2616 Lesya            | 28 agosto 1970    |                    |
| 2681 Ostrovskij       | 2 novembre 1975   |                    |
| 2754 Efimov           | 13 agosto 1966    |                    |
| 3049 Kuzbass          | 28 marzo 1968     |                    |
| 3055 Annapavlova      | 4 ottobre 1978    |                    |
| 3071 Nesterov         | 28 marzo 1973     |                    |
| 3082 Dzhalil          | 17 maggio 1972    |                    |
| 3093 Bergholz         | 28 giugno 1971    |                    |
| 3119 Dobronravin      | 30 dicembre 1972  |                    |
| 3146 Dato             | 17 maggio 1972    |                    |
| 3159 Prokof'ev        | 26 ottobre 1976   |                    |
| 3322 Lidiya           | 1º dicembre 1975  |                    |
| 3347 Konstantin       | 2 novembre 1975   |                    |
| 3418 Izvekov          | 31 agosto 1973    |                    |
| 3460 Ashkova          | 31 agosto 1973    |                    |
| 3482 Lesnaya          | 2 novembre 1975   |                    |
| 3501 Olegiya          | 18 agosto 1971    |                    |
| 3652 Soros            | 6 ottobre 1981    |                    |
| 3813 Fortov           | 30 agosto 1970    |                    |
| 3862 Agekian          | 18 maggio 1972    |                    |
| 3962 Valyaev          | 8 febbraio 1967   |                    |
| 4006 Sandler          | 29 dicembre 1972  |                    |
| 4049 Noragal'         | 31 agosto 1973    |                    |
| 4135 Svetlanov        | 14 agosto 1966    | con L. I. Chernykh |
| 4136 Artmane          | 28 marzo 1968     |                    |
| 4139 Ul'yanin         | 2 novembre 1975   |                    |
| 4185 Phystech         | 4 marzo 1975      |                    |
| 4267 Basner           | 18 agosto 1971    |                    |
| 4268 Grebenikov       | 5 ottobre 1972    |                    |
| 4302 Markeev          | 22 aprile 1968    |                    |
| 4307 Cherepashchuk    | 26 ottobre 1976   |                    |
| 4424 Arkhipova        | 16 febbraio 1967  |                    |
| 4427 Burnashev        | 30 agosto 1971    |                    |
| 4467 Kaidanovskij     | 2 novembre 1975   |                    |
| 4513 Louvre           | 30 agosto 1971    |                    |
| 4514 Vilen            | 19 aprile 1972    |                    |
| 4591 Bryantsev        | 1º novembre 1975  |                    |
| 4851 Vodop'yanova     | 26 ottobre 1976   |                    |
| 4962 Vecherka         | 1º ottobre 1973   |                    |
| 5015 Litke            | 1º novembre 1975  |                    |
| 5155 Denisyuk         | 18 aprile 1972    |                    |
| 5156 Golant           | 18 maggio 1972    |                    |
| 5410 Spivakov         | 16 febbraio 1967  |                    |
| 5453 Zakharchenya     | 3 novembre 1975   |                    |
| 5540 Smirnova         | 30 agosto 1971    |                    |
| 5667 Nakhimovskaya    | 16 agosto 1983    |                    |
| 5930 Zhiganov         | 2 novembre 1975   |                    |
| 6074 Bechtereva       | 24 agosto 1968    |                    |
| 6108 Glebov           | 18 agosto 1971    |                    |
| 6214 Mikhailgrinev    | 26 settembre 1971 |                    |
| 6578 Zapesotskij      | 13 ottobre 1980   |                    |
| 6621 Timchuk          | 2 novembre 1975   |                    |
| 6844 Shpak            | 3 novembre 1975   |                    |
| 7153 Vladzakharov     | 2 dicembre 1975   |                    |
| 7222 Alekperov        | 7 ottobre 1981    |                    |
| 7269 Alprokhorov      | 2 novembre 1975   |                    |
| 7369 Gavrilin         | 13 gennaio 1975   |                    |
| 7544 Tipografiyanauka | 26 ottobre 1976   |                    |
| 7856 Viktorbykov      | 1º novembre 1975  |                    |
| 8445 Novotroitskoe    | 31 agosto 1973    |                    |
| 8448 Belyakina        | 26 ottobre 1976   |                    |
| 8782 Bakhrakh         | 26 ottobre 1976   |                    |
| 8787 Ignatenko        | 4 ottobre 1978    |                    |
| 9158 Platè            | 25 giugno 1984    |                    |
| 9262 Bordovitsyna     | 6 settembre 1973  |                    |
| 9297 Marchuk          | 25 giugno 1984    |                    |
| 9545 Petrovedomosti   | 25 giugno 1984    |                    |
| 10004 Igormakarov     | 2 novembre 1975   |                    |
| 10259 Osipovyurij     | 18 aprile 1972    |                    |
| 11253 Mesyats         | 26 ottobre 1976   |                    |
| 11438 Zeldovich       | 29 agosto 1973    |                    |
| 12657 Bonch-Bruevich  | 30 agosto 1971    |                    |
| 13474 V'yus           | 29 agosto 1973    |                    |
| 14312 Polytech        | 26 ottobre 1976   |                    |
| 14790 Beletskij       | 30 luglio 1970    |                    |
| 14815 Rutberg         | 7 ottobre 1981    |                    |
| 18288 Nozdrachev      | 2 novembre 1975   |                    |
| 22250 Konstfrolov     | 7 settembre 1978  |                    |
| 24609 Evgenij         | 7 settembre 1978  |                    |
| 58097 Alimov          | 26 ottobre 1976   |                    |

Insieme a Ljudmila Černych ha co-scoperto la cometa periodica 74P/Smirnova-Chernykh.

Tamara Smirnova ha anche scoperto numerosi asteroidi.
Le è stato dedicato un asteroide, 5540 Smirnova.